# Pete Sandoval
Pete Sandoval, född i Santa Ana i El Salvador, är trumslagare i Terrorizer (1987–1989, 2005–2006, 2009– ). Han var tidigare medlem i Morbid Angel (1988–2013).

## Diskografi (urval)
Med Terrorizer
- 1987 – Nightmares (demo)
- 1987 – Demo '87 (demo)
- 1988 – Terrorizer / Nausea (split)
- 1989 – World Downfall
- 2006 – Darker Days Ahead
- 2012 – Hordes of Zombies

Med Morbid Angel
- 1989 – Altars of Madness
- 1991 – Blessed are the Sick
- 1993 – Covenant
- 1994 – Laibach Remixes (EP)
- 1995 – Domination
- 1996 – Entangled in Chaos (livealbum)
- 1998 – Formulas Fatal to the Flesh
- 2000 – Gateways to Annihilation
- 2003 – Heretic
- 2015 – Juvenilia (livealbum)